# Sérgio
Sérgio ist ein portugiesischer männlicher Vorname, abgeleitet vom lateinischen Namen Sergius, der seinerseits vermutlich etruskischen Ursprungs war. Die spanische und italienische Form des Namens ist Sergio. Sérgio tritt auch als Familienname auf.

## Namensträger

### Vorname
- Sérgio Paulo Barbosa Valente (* 1980), portugiesischer Fußballspieler
- Sérgio de Camargo (1930–1990), brasilianischer Bildhauer und Reliefkünstler
- Sérgio Conceição (* 1974), portugiesischer Fußballspieler
- Sérgio Godinho (* 1945), portugiesischer Musiker
- Sérgio Jimenez (* 1984), brasilianischer Rennfahrer
- Sérgio Vieira de Mello (1948–2003), brasilianischer Diplomat
- Sérgio Mendes (1941–2024), brasilianischer Pianist und Arrangeur
- Sérgio Paulinho (* 1980), portugiesischer Radrennfahrer
- Sérgio Pinto (* 1980), deutscher Fußballspieler portugiesischer Herkunft
- Sérgio Ribeiro (* 1980), portugiesischer Radrennfahrer
- Sérgio Santos (* 19**), brasilianischer Sänger, Gitarrist und Komponist
- Sérgio Cláudio dos Santos (* 1971), brasilianischer Fußballspieler, siehe Serginho (Fußballspieler, 1971)

### Mittelname
- Paulo Sérgio (Fußballspieler, 1954) (Paulo Sérgio de Oliveira Lima; * 1954), brasilianischer Fußballtorwart
- Paulo Sérgio (Fußballspieler, 1968) (Paulo Sérgio Bento Brito; * 1968), portugiesischer Fußballspieler und -trainer
- Paulo Sérgio (Paulo Sérgio Silvestre do Nascimento; * 1969), brasilianischer Fußballspieler (u. a. Bayer 04 Leverkusen und FC Bayern München; Weltmeister 1994)
- Paulo Sérgio (Fußballspieler, 1976) (Paulo Sérgio Rodrigues Duarte de Almeida; * 1976), portugiesischer Fußballspieler (u. a. Rot-Weiss Essen)
- Paulo Sérgio (Fußballspieler, 1984) (Paulo Sérgio Moreira Gonçalves; * 1984), portugiesischer Fußballspieler

### Familienname
- António Sérgio (1950–2009), portugiesischer Radiomoderator und Musikjournalist
- Júlio Sérgio Bertagnoli (* 1978), brasilianischer Fußballtorhüter
- Luiz Sérgio Nóbrega de Oliveira (* 1958), brasilianischer Politiker
- Mário Sérgio (Schauspieler) (1929–1981), brasilianischer Schauspieler
- Mario Sergio (Politiker) (* 1940), kanadischer Politiker italienischer Herkunft
- Mário Sérgio Leal Nogueira (* 1981), portugiesischer Fußballspieler
- Mário Sérgio Pontes de Paiva (1950–2016), brasilianischer Fußballspieler